# New Balance
New Balance is een Amerikaans concern gevestigd in Boston, Massachusetts. William J. Riley richtte het bedrijf in 1906 onder de naam "New Balance Arch Support Company" op. 
New Balance differentieert zich van haar concurrentie doordat verschillende modellen niet in lagelonenlanden geproduceerd worden, maar nog steeds in de Verenigde Staten en in het Verenigd Koninkrijk (voor de Europese markt).

## Sponsoring

### Olympische Teams
Het eerste en enige Olympische team dat door New Balance gesponsord werd, is het Olympische team van Ierland tijdens Rio 2016.

### Voetbalclubs anno 2025[3]

#### Amerika
- São Paulo FC
- Deportivo Toluca FC

#### Azië
- Sagan Tosu
- FC Tokyo
- Al-Sadd
- Boluspor
- Konyaspor

#### Europa
- OSC Lille
- Modena FC
- Dynamo Kiev
- FC Porto
- Cardiff City FC

#### Oceanië
- Adelaide City FC
- Sydney Olympic FC
- Auckland FC

### Individuele voetballers
- Aaron Ramsey
- Adnan Januzaj
- Samir Nasri
- Tim Cahill
- Raheem Sterling
- Bukayo Saka
- Sadio Mané
- Jeremie Frimpong

### Atletiek
- Emma Coburn
- Michel Butter
- Femke Bol
- Lisanne de Witte
- Richard Douma
- Trayvon Bromell

### Schaatsen
- Team New Balance (2014-2015)